# Museo diocesano (Klagenfurt am Wörthersee)
Il Museo diocesano (Diözesanmuseum ) di Klagenfurt si trova in Lidmanskygasse 10A, in un edificio moderno a fianco della cattedrale.
Si tratta del più antico museo del genere in Austria e raccoglie oggetti e opere d'arte provenienti dalle chiese, dai musei e dalle abbazie della Carinzia, in particolare della Diocesi di Gurk di cui Klagenfurt è sede episcopale.
Vi sono esposti dipinti, sculture, arazzi, ricami, vetrate, pezzi di oreficeria e oggetti liturgici che vanno dal medioevo al XVIII secolo. Tra i più preziosi c'è una vetrata della Maddalena databile al 1170, la più antica d'Austria. Interessante anche la croce processionale del XII secolo, ancora con la doratura originale.